# Cuvântul Liber (Hunedoara)
Cuvântul Liber este un ziar din Hunedoara.
Înainte de 1990, publicația se numea Drumul socialismului.